# Delitto a Stoccolma
Delitto a Stoccolma (titolo originale Sprängaren) è un romanzo giallo della scrittrice svedese Liza Marklund pubblicato in Svezia nel 1998.
È il primo libro della serie che ha per protagonista la giornalista Annika Bengtzon.
La prima edizione del romanzo è stata pubblicata nell'anno 2001 da Mondadori.

## Trama
Nell'anno delle Olimpiadi in Svezia, una bomba esplode nello stadio di Stoccolma, sede principale dei Giochi. Alcuni giorni dopo un ulteriore ordigno esplosivo danneggia un impianto sportivo. Mentre i media parlano di atto terroristico, la giornalista Annika Bengtzon del quotidiano La Stampa della Sera, conduce una sua indagine incentrandosi sulla figura della direttrice del comitato olimpico, donna con un passato e una vita privata oscuri.

## Edizioni
- Liza Marklund, Delitto a Stoccolma, traduzione di Laura Cangemi, Mondadori, 2001. ISBN 88-04-48927-8.
- Liza Marklund, Delitto a Stoccolma, traduzione di Laura Cangemi, Oscar Mondadori, 2002. ISBN 88-04-50121-9.
- Liza Marklund, Delitto a Stoccolma, traduzione di Laura Cangemi, Marsilio, 2012. ISBN 978-88-317-1243-9.
- Liza Marklund, Delitto a Stoccolma, traduzione di Laura Cangemi, Marsilio, 2013. ISBN 978-88-317-1592-8.
- Liza Marklund, Delitto a Stoccolma, traduzione di Laura Cangemi, Universale Economica Feltrinelli, 2018. ISBN 978-88-317-4234-4.